# Boliscus
Boliscus es un género de arañas araneomorfas de la familia Thomisidae. Fue descrito por el aracnólogo sueco Tord Tamerlan Teodor Thorell en 1891.

## Especies
- B. decipiens O. Pickard-Cambridge, 1899
- B. duricorius (Simon, 1880)
- B. tuberculatus (Simon, 1886)